# Gander (riu del Mosel·la)
El Gander (en luxemburguès: Albaach, en alemany: Altbach) és un riu que flueix a Luxemburg i en el departament francès del Mosel·la, és un afluent del costat esquerre del riu Mosel·la. El seu naixement és en la comuna de Frisange, el sud de Luxemburg. Flueix en general cap al sud-est, i des d'Altwies fins Emerange (comuna de Burmerange) on forma la frontera franco-luxemburguesa. D'Emerange fins a la seva sortida al Mosel·l'a Haute-Kontz, transcorre a través de França. La ciutat més gran per la que passa el Gander és Mondorf-les-Bains al cantó de Remich.